# ルートヴィヒスハーフェン大学図書館
 ルートヴィヒスハーフェン大学図書館は、ルートヴィヒスハーフェンビジネス・社会学部大学に研究・高等教育目的の文献を提供している。利用者は主に学生と講師だが、一般人に向けても開放している。CHE のランキングでは、ルートヴィヒスハーフェン大学図書館は、評価された研究コースの中でトップ(ドイツ語: Spitzengruppe)の位置を占めている。

## 歴史
ルートヴィヒスハーフェン大学図書館は1965年に設立された。2008年には、ルーテル教会応用科学大学ルートヴィヒスハーフェン校の図書館を統合した。1971年に設立されたこのルーテル図書館のコレクションの核は、シュパイアーのインナー・ミッションの図書館にまで遡れることである。ルートヴィヒスハーフェン大学図書館のもう一つの分館は、ルードヴィヒスハーフェン経済大学東アジアセンターの図書館である。  

## 収集
本や電子書籍は、主にドイツ語と英語で書かれている（出版年度2017年～2019年は英語版が30％)。 
また、検索や全文閲覧のためのオンラインポータルを介して電子コレクションへのアクセスを提供している。印刷された書籍と電子書籍（2017-2019年発行分）の比率は1:2である。
雑誌記事のフルテキストへのアクセスは、電子ジャーナル・ライブラリー（EZB）を利用している。  
データベースへのアクセスは、データベース情報システム（DBIS）を利用できる。 

## ネットワークと協力関係
ルートヴィヒスハーフェン大学図書館はHochschulbibliothekszentrum (hbz)を利用しており、  
これはノルトライン・ヴェストファーレン州とラインラント・プファルツ州にある63の大学図書館と州立図書館のコレクションを目録化したものである。  
ルートヴィヒスハーフェン大学図書館は、ラインラント＝プファルツ州の図書館のコミュニティにも積極的に参加しており、マンハイム大学図書館と協力している。